# オリンパス μ720SW
オリンパス μ720SWとは、オリンパス光学工業のデジタルスチルカメラ、μシリーズの一機種である。

## 仕様
- 形式 ： デジタルカメラ
- 記録方式（静止画） ： JPEG（DCF準拠）、Exif 2.2対応、DPOF対応、PRINT Image Matching Ⅱ対応
- 記録方式（動画） ： QuickTime Motion JPEG 準拠
- 記録媒体 ： xDピクチャーカード（16MB-1GB）、内蔵メモリー(19MB)
- 有効画素数 ： 710万画素
- 最大画像サイズ ： 3072×2304（px）
- 本体重量 ：149g